# 乙基溴化汞
乙基溴化汞是一种有机汞化合物，化学式为C2H5HgBr。它可由乙基溴化镁和溴化汞反应得到。它和三溴化硼在1,2-二氯乙烷中反应，可以得到乙基二溴化硼。它和[Et3NH][(μ-CO)(μ-PhS)Fe2(CO)6]反应，可以得到红色的(μ-EtC=O)(μ-PhS)Fe2(CO)6。